# يوناغو (توتوري)
مدينة يوناغو (بالإنجليزية: Yonago)‏ هي أحد المدن التابعة لمحافظة توتوري. تأسست رسميًا في 01/04/1927. ويقدر عدد سكانها بـ 149140 نسمة حسب تقدير مكتب الإحصاء الياباني لعام 2012. تبلغ مساحة يوناغو 132.21 كم2. بكثافة سكانية تبلغ 1128 نسمة/كم2.

## المناخ
يظهر الجدول التالي التغييرات المناخية على مدار السنة ليوناغو:
| البيانات المناخية لـيوناغو          | البيانات المناخية لـيوناغو | البيانات المناخية لـيوناغو | البيانات المناخية لـيوناغو | البيانات المناخية لـيوناغو | البيانات المناخية لـيوناغو | البيانات المناخية لـيوناغو | البيانات المناخية لـيوناغو | البيانات المناخية لـيوناغو | البيانات المناخية لـيوناغو | البيانات المناخية لـيوناغو | البيانات المناخية لـيوناغو | البيانات المناخية لـيوناغو | البيانات المناخية لـيوناغو |
| الشهر                               | يناير                      | فبراير                     | مارس                       | أبريل                      | مايو                       | يونيو                      | يوليو                      | أغسطس                      | سبتمبر                     | أكتوبر                     | نوفمبر                     | ديسمبر                     | المعدل السنوي              |
| ----------------------------------- | -------------------------- | -------------------------- | -------------------------- | -------------------------- | -------------------------- | -------------------------- | -------------------------- | -------------------------- | -------------------------- | -------------------------- | -------------------------- | -------------------------- | -------------------------- |
| متوسط درجة الحرارة الكبرى °م (°ف)   | 8.0 (46.4)                 | 8.7 (47.7)                 | 12.2 (54.0)                | 18.1 (64.6)                | 22.6 (72.7)                | 25.6 (78.1)                | 29.7 (85.5)                | 31.3 (88.3)                | 26.7 (80.1)                | 21.7 (71.1)                | 16.4 (61.5)                | 11.2 (52.2)                | 19.4 (66.9)                |
| المتوسط اليومي °م (°ف)              | 4.4 (39.9)                 | 4.8 (40.6)                 | 7.7 (45.9)                 | 13.0 (55.4)                | 17.7 (63.9)                | 21.5 (70.7)                | 25.6 (78.1)                | 26.9 (80.4)                | 22.6 (72.7)                | 17.0 (62.6)                | 11.8 (53.2)                | 7.1 (44.8)                 | 15.0 (59.0)                |
| متوسط درجة الحرارة الصغرى °م (°ف)   | 1.1 (34.0)                 | 1.1 (34.0)                 | 3.2 (37.8)                 | 7.8 (46.0)                 | 12.9 (55.2)                | 17.8 (64.0)                | 22.4 (72.3)                | 23.3 (73.9)                | 18.9 (66.0)                | 12.5 (54.5)                | 7.5 (45.5)                 | 3.4 (38.1)                 | 11.0 (51.8)                |
| الهطول مم (إنش)                     | 145.3 (5.72)               | 126.3 (4.97)               | 130.0 (5.12)               | 104.9 (4.13)               | 122.9 (4.84)               | 181.2 (7.13)               | 240.1 (9.45)               | 125.2 (4.93)               | 209.2 (8.24)               | 129.8 (5.11)               | 128.6 (5.06)               | 128.5 (5.06)               | 1٬772 (69.76)              |
| متوسط تساقط الثلوج سم (إنش)         | 55 (22)                    | 44 (17)                    | 11 (4.3)                   | 0 (0)                      | 0 (0)                      | 0 (0)                      | 0 (0)                      | 0 (0)                      | 0 (0)                      | 0 (0)                      | 0 (0)                      | 24 (9.4)                   | 134 (52.7)                 |
| متوسط الرطوبة النسبية (%)           | 73                         | 72                         | 69                         | 68                         | 70                         | 76                         | 78                         | 75                         | 77                         | 74                         | 72                         | 72                         | 73                         |
| المصدر: Japan Meteorological Agency |                            |                            |                            |                            |                            |                            |                            |                            |                            |                            |                            |                            |                            |

## توأمة
ليوناغو (توتوري) اتفاقيات توأمة مع كل من:
- سوكوتشو
- باودينغ

## معرض صور

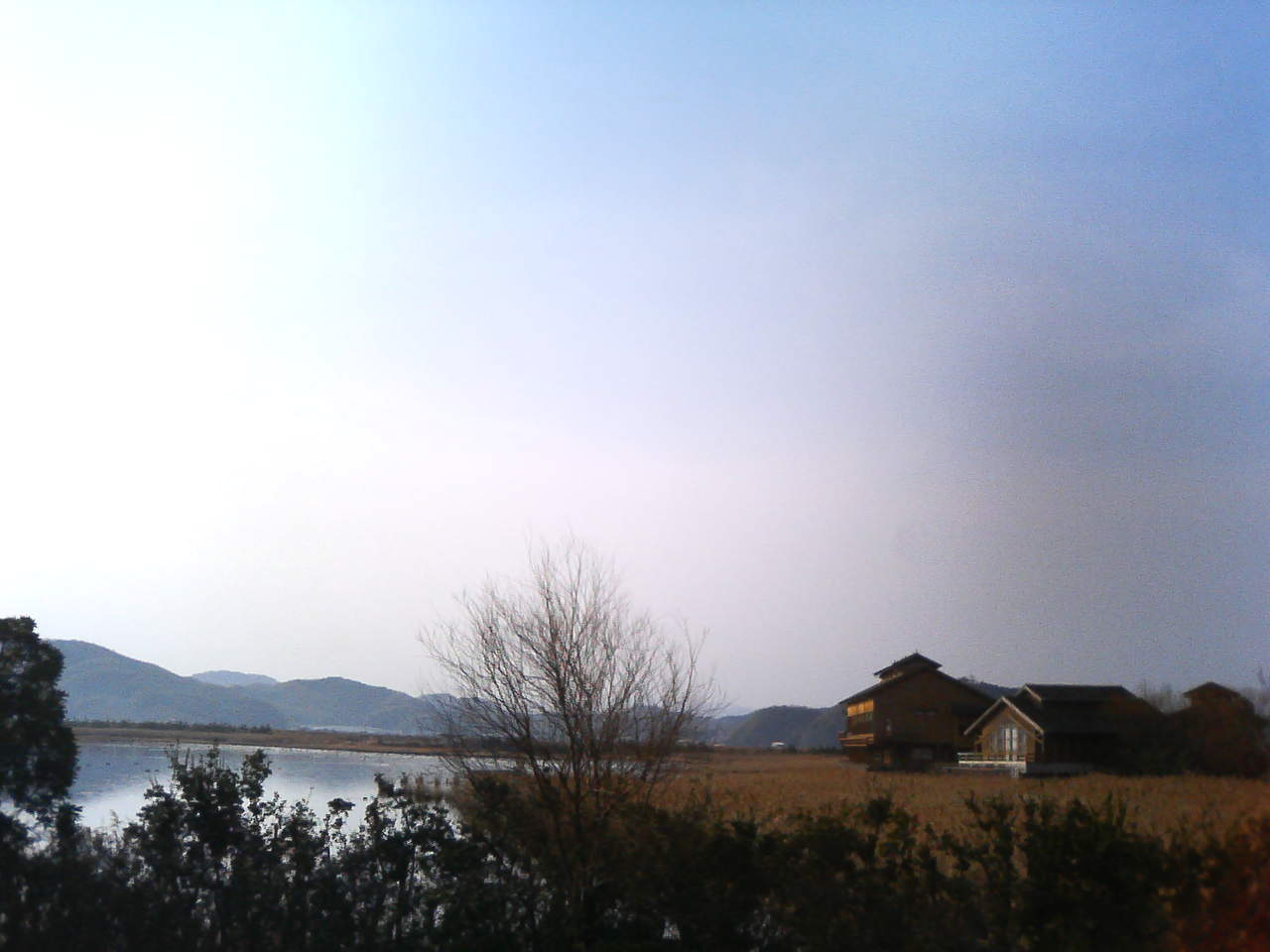
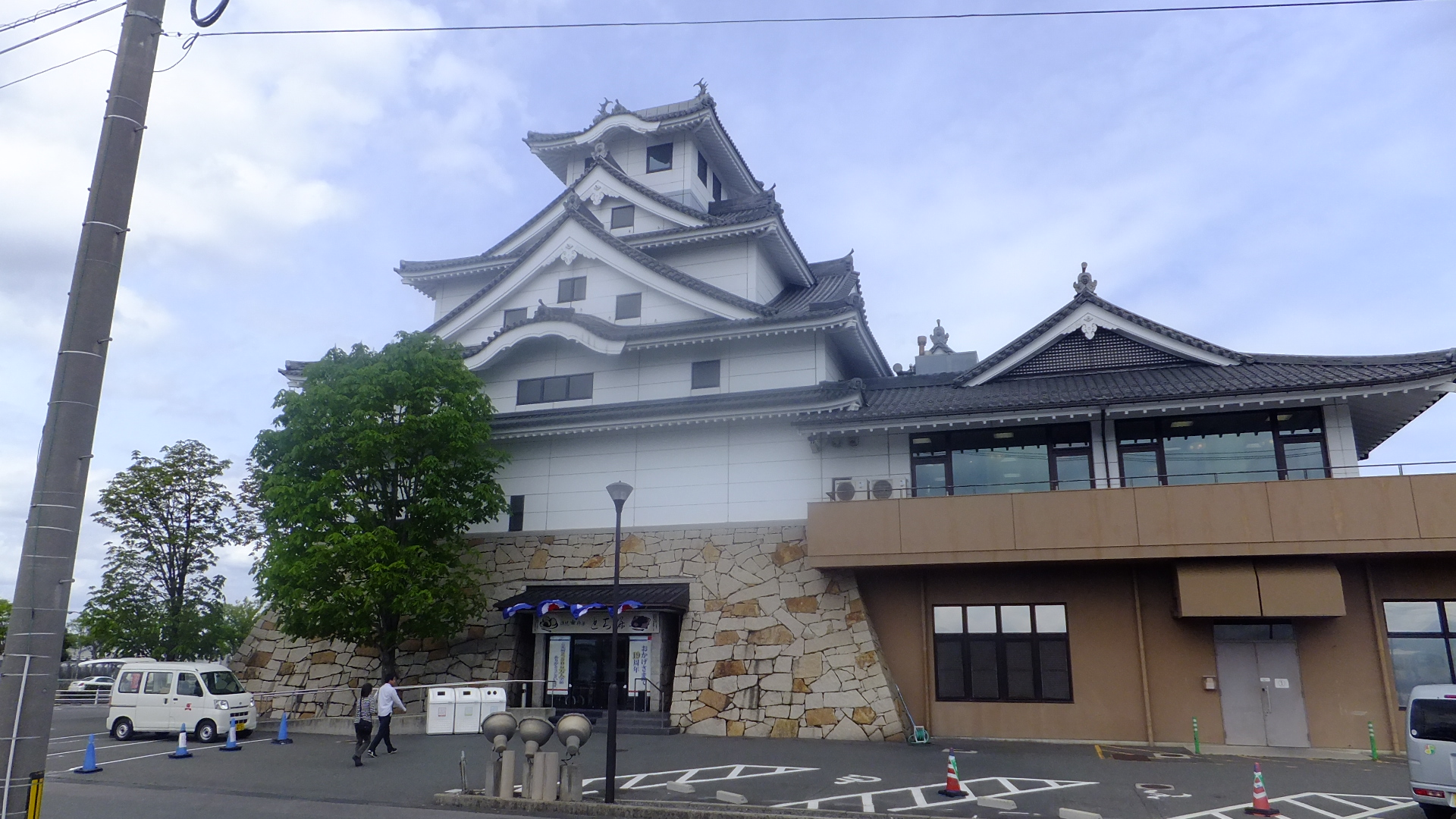
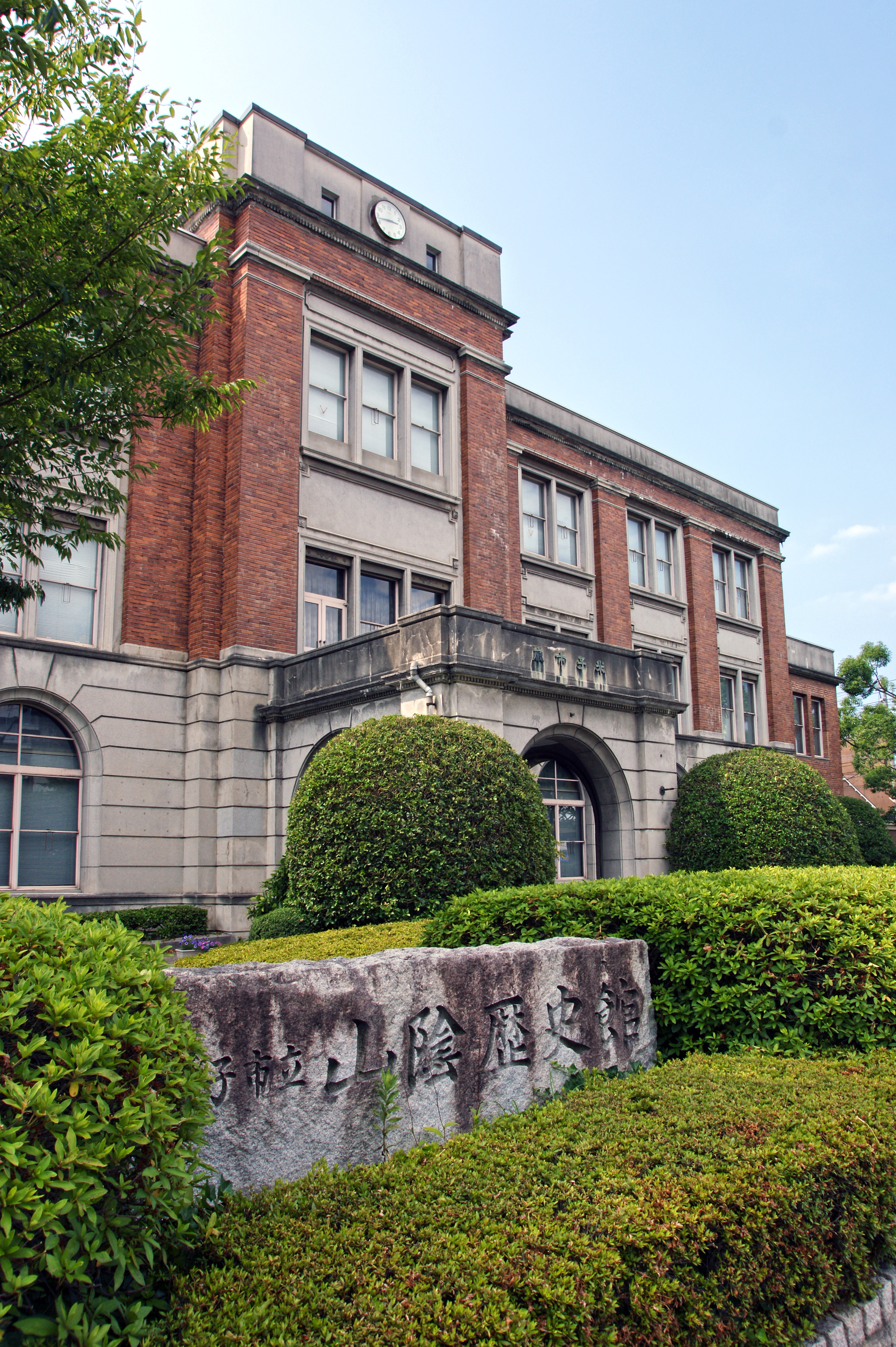

## أعلام
- تاكاهيكو سوميدا
- مايكا ياماموتو
- تشياكي توميتا
- ماساكي تسوكانو
- هايدكي موري